# アクアコバラミンレダクターゼ
アクアコバラミンレダクターゼ（aquacobalamin reductase）は、ポルフィリンおよびクロロフィル代謝酵素の一つで、次の化学反応を触媒する酸化還元酵素である。
2 コバラミン(II) + NAD+ {\displaystyle \rightleftharpoons } 2 アクアコバラミン(III) + NADH + H+
この酵素の基質はコバラミン(II)とNAD+で、生成物はアクアコバラミン(III)、NADHとH+である。補因子としてFADを用いる。
この酵素は酸化還元酵素に属し、NAD+またはNADP+を受容体として金属イオンを特異的に酸化する。組織名はcob(II)alamin:NAD+ oxidoreductaseで、別名にaquocobalamin reductase、vitamin B12a reductase、NADH-linked aquacobalamin reductase、B12a reductase、NADH2:cob(III)alamin oxidoreductaseがある。